# Culicomorpha

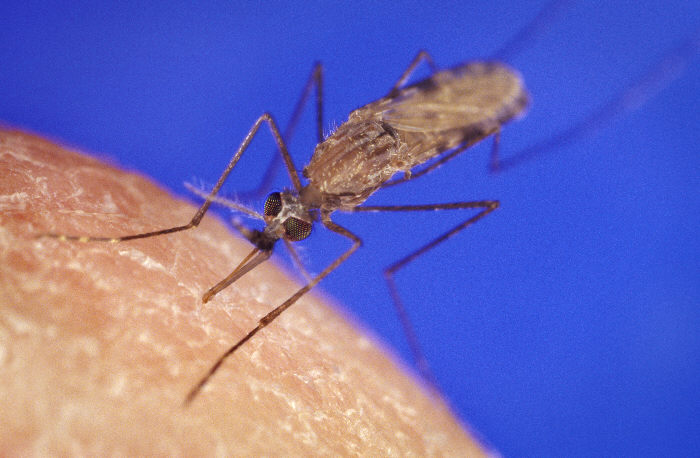
Mosquito Anopheles gambiae

Los culicomorfos (Culicomorpha) son un infraorden de dípteros nematóceros que incluye ocho familias, entre las que destacan los Chironomidae, los Culicidae y los Simuliidae. La mayoría tienen larvas acuáticas. Algunos autores los consideran los dípteros más primitivos.

## Clasificación

### Familias actuales
- Ceratopogonidae
- Chaoboridae
- Chironomidae
- Corethrellidae
- Culicidae
- Dixidae
- Simuliidae
- Thaumaleidae

### Familias extintas
- Asiochaoboridae (Jurásico medio)
- Architendipedidae (Triásico superior)
- Protendipedidae (Jurásico medio)
- Mesophantasmatidae (Jurásico medio)